# 제임스 오티스
제임스 오티스 주니어(James Otis, Jr., 1725년 2월 5일 ~ 1783년 5월 23일)는 매사추세츠 만 식민지의 법률가였고, 매사추세츠 연방의 의회 의원, 그리고 미국 독립 혁명으로 이끈 영국의 정책에 반대하는 패트리어트 견해의 초기 옹호자였다. 그의 캐치프레이져 “대표자없는 과세는 폭정이다”(Taxation without representation is tyranny)는 기본적인 패트리어트 입장이 되었다.

## 어린 시절
제임스 오티스는 매사추세츠의 반스터블에서 아버지 제임스와 그의 아내 메리가 낳은 13명의 형제자매 중 맏아들(둘째)로 태어났다. 그의 누이 머시 오티스 워렌, 그의 형제 조셉 오티스, 그리고 그의 막내 형제 새뮤얼 앨린 오티스는 독립 전쟁의 지도자가 되었다. 그의 조카 해리슨 그레이 오티스도 마찬가지였다. 아버지 제임스 오티스 시니어 대령은 매사추세츠의 유력자의 한 사람으로서 법무 장관, 민사 법원 판사, 유언 검인 판사, 대표 의회 의장, 민병대 군 대령 등을 역임했다.
1755년 제임스는 상인의 딸이자 1만 파운드의 상속녀인 아름다운 루스 커밍햄과 결혼을 했다.